# إريك كارترايت
إريك كارترايت (بالإنجليزية: Erik Cartwright)‏ هو عازف قيثارة أمريكي، ولد في 10 يوليو 1950، وتوفي في 9 يوليو 2017.

## وصلات خارجية
- إريك كارترايت على موقع ميوزك برينز (الإنجليزية)
- إريك كارترايت على موقع ديسكوغز (الإنجليزية)